# 小行星18749
小行星18749（18749 Ayyubguliev）是一颗绕太阳运转的小行星，为主小行星带小行星。该小行星于1999年4月19日发现。

## 轨道参数
小行星18749的轨道半长轴为331 867 584 km，2.2183662 UA，离心率为0.095。